# 다블라트 보보노프
다블라트 후스니디노비치 보보노프(우즈베크어: Davlat Husniddin oʻgʻli Bobonov 다블라트 후스니딘 오글리 보보노프, 러시아어: Давлат  Хусниддинович Бобонов, 1997년 6월 7일~)는 우즈베키스탄의 유도 선수이다. 그는 일본 도쿄에서 열린 2020년 하계 올림픽 남자 90kg 종목에서 동메달 중 하나를 획득했다.
그는 뒤셀도르프 2020년 유도 그랜드슬램 90kg급 금메달을 흭득했다.
그는 프랑스 파리에서 열린 2022년 파리 유도 그랜드슬램에서 자신의 종목에서 동메달 중 하나를 획득했다.